# 杨拯民

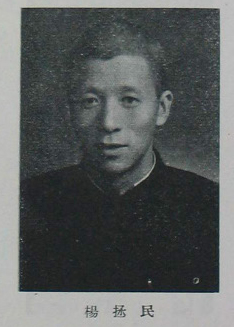
杨拯民照片

杨拯民（1922年—1998年10月23日），陕西蒲城人，中华人民共和国政治人物。是杨虎城将军之子，其名字取自孙中山名言“拯斯民于水火”。

## 生平
1934年入尧山中学读书，1938年3月入延安抗大第四期二大队一队、延安马列学院学习。1938年加入中国共产党。1942年任米脂县委副部长、米脂县委书记、关中警备区副司令员、洛川特委军事部副部长兼延属军分区副司令员。1947年任西北野战军第四纵队骑兵第六师副师长。黄龙军分区副司令员、东府军分区司令员、大荔军分区司令员等职。1949年参加中国人民政治协商会议第一届全体会议。
中华人民共和国成立后，出任玉门石油矿务局党委书记、局长、西北石油管理局副局长、中共玉门市委第二书记、玉门市市长等。1958年任陕西省副省长、陕西省委书记处书记。1963年任天津市副市长。1978年任第三机械工业部第四设计院院长。1979年任建筑工程部副部长、1982年至1994年任全国政协副秘书长、机关党组副书记、机关党委书记。
中共八大代表、中国人民政治协商会议第一次全体会议代表、第二至四届全国政协委员，第五至九届全国政协常委。
儿子杨瀚是全国政协委员、西安事变研究会会长，现居加拿大，著有《杨虎城大传》、《杨虎城与西安事变》等书。